# Dysstroma pseudopythonissata
Dysstroma pseudopythonissata là một loài bướm đêm trong họ Geometridae.